# Andrea Marcucci
Andrea Marcucci (né le 28 mai 1965 à Barga) est un homme politique italien, membre du Parti démocrate.

## Biographie
Andrea Marcucci est secrétaire d'État aux Biens et Activités culturels dans le gouvernement Prodi II de 2006 à 2008.